# メディーバル2:トータルウォー
メディーバル2:トータルウォーは、the Creative Assembly開発のリアルタイムストラテジー（公式では戦略・戦術シミュレーション）、トータルウォー シリーズの4作目。日本国内ではセガより発売された。2007年11月22日には拡張パック「キングダム」が発売された。

## 作品解説
騎士達が華々しく活躍した11世紀から16世紀までの中世ヨーロッパを舞台に、プレイヤーは各国の内、一つの有力者となってヨーロッパ大陸の覇権を目指す。シリーズの特徴である実戦さながらの戦場。兵士一人一人の細部にまでこだわったグラフィック。中世的雰囲気をもった重厚なサウンドなど、海外ではエイジオブエンパイア等の名作RTSと並ぶ傑作との高い評価を受けている。
ゲームはシングルプレイ用の、チュートリアル・グランドキャンペーン・カスタムバトル・クイックバトル・歴史上のバトル。マルチプレイの、LAN対戦・オンラインバトルから構成される。
キャンペーンではターン制戦略マップとリアルタイム制戦術マップを組み合わせた形式を採用している。

### 戦略マップ
ターン制で軍隊や工作員の移動、拠点への出入り、他の勢力の軍隊への攻撃などを行うMAP。
海や陸地、道や森や砂漠や海岸、雪原や山岳地帯など細かく描写されている。拠点には城系と都市系があり、発展を反映して大きくなる。
勢力ごとにターンが回り、(自勢力)→イングランド→フランス→…→反乱勢力→(自勢力)と回っていく。
ターン内にユニットは移動力が尽きたりするまで自由に行動を行う事が出来る。また拠点の建設の予約や税率の変更、兵士や工作員の雇用を予約する事が出来る。
建築や兵士はこの予約を行う事で、次のターン以降に実際に建築や雇用が完了する。複数ターンを跨ぐ建築も多く、資金の効率的な活用が求められる。
森などには軍を潜ませ、奇襲攻撃なども出来る。これはこちらも奇襲される恐れがある為、警戒が必要。
海は一部の細くなっている海峡を除き、軍船が無いと渡る事が出来ない。軍船同士の戦いも(オートバトルだが)発生する為戦力の増強が必要。

### 戦術マップ
トータルシリーズのもっとも特徴的なもので、最大数千人もの兵士による、実際の戦場さながらの戦闘が繰り広げられる。
戦術マップでは天候・地形・季節によって戦場の状況が変わり、キャンペーンでは戦略マップに応じた地形が表示される。
兵士達は実際の戦場さながらに、士気・疲れなどのパラメーターがシミュレートされ、様々な状況によって上下する。プレイヤーはそれに気を配りつつ、敵を撃破していかなければならない。特に士気は重要で、たとえ大軍であっても、士気が崩壊すれば無防備な壊走状態となり、追撃されることによって敵に無傷で倒される（捕虜化）事となる。また、陣形の形や厚さによって被害の状況も変わり、側面や後方には無防備な状態となる。
その為、兵士の兵科や質より、プレイヤーの腕がもっとも要求され、臨機応変に変わる戦場に次々と対応していかなければならない。
なお、補助としてAI行動も指示可能である。
グラフィックにおいて「メディーバル2」は前作より大幅に向上し、同じ部隊でも兵士一人一人が差別化され、同じ部隊で同じ顔の不気味な兵士の大軍という違和感がほとんどなくなっている。また、戦闘に関しても、兵士が止めを刺すところまで精密に描写され、今までより臨場感が出ている。戦闘具合で血糊が服に付いたりするが、昨今の暴力ゲームのようなリアルな描写には（当然ながら）程遠いものである。
キャンペーンでは、将軍の特徴、指揮能力次第で兵士の士気・戦闘力が上下し、戦場では司令官（将軍、もしくは臨時隊長）部隊の近くでは士気が鼓舞される。
また、開始前には演説がされ、勇猛ならそれなりに、臆病ならそれなりの演説をする。特に臆病関係の特徴を持つ将軍に対して、兵士達はブーイングや失笑を浴びせたうえ、戦闘でも負け（逃げ）やすい。

### 登場国家
中世ヨーロッパの歴史で有名な国家、合計で23カ国の勢力が登場し、そのうち、キャンペーンでは途中登場のモンゴルなどを除いた国家、カスタムでは反乱勢力・アングロサクソン軍を除いた全国家が使用可能である。それぞれが綿密な時代考証に合わせたユニット・建築物を建造でき、時代に応じてそれらが増えていく。なお、実際にはそう呼ばれていなかった国（例えばビザンティン帝国は後世の呼び名）も、便宜上ゲーム内の呼称に合わせる。
- イングランド
- フランス
- 神聖ローマ帝国
- スペイン
- ヴェネチア
- シチリア
- ミラノ
- スコットランド
- ビザンティン帝国
- ロシア
- ムーア
- トルコ
- エジプト
- ハンガリー
- デンマーク
- ポルトガル
- ポーランド
- アステカ
- モンゴル
- ティムール
- 教皇庁
- アングロ・サクソン（プレイ不可）
- 反乱勢力（プレイ不可）

## ゲーム内容

### チュートリアル
チュートリアルは、征服王ウィリアムの軌跡を追って展開される。「ヘイスティングスの戦い」、「ノルマンコンクエスト」の二つがある。ノルマンコンクエストはヘイスティングの戦いを終えないと開始できない。
「ヘイスティングスの戦い」では、ムービーによる背景説明を挟み、プレイヤーはヘイスティングスの戦いで、ロバート王子率いる別働隊を指揮して操作方法を習う。助言者に従えば、難なくクリアできるが、行動管理が厳しい為、飛ばすと進まなくなる。
「ノルマンコンクエスト」では、ヘイスティングス後のブリテン島征服を進めていくもので、戦略マップ、そして戦術マップの両方をこなしていく。基本的に通常キャンペーンと同じなので、これを終える頃には操作方法はほとんどマスターしているはず。

### グランドキャンペーン
シングルプレイで中心となるモード。ヨーロッパの覇権を狙って各国と鎬を削る。最初はイングランド・神聖ローマ帝国・フランス・スペイン・ヴェネチアの五カ国から選び、キャンペーン中に滅んだ勢力は、ゲーム途中であっても新規にその勢力を選択してプレイできる。例外はイベントで途中登場するモンゴルなど。また、データをいじることにより、特殊な国家を除いたほとんどの国が最初から選択できる。
ゲームでは通常はターン制戦略マップ、戦闘になるとリアルタイム制戦術マップに切り替わる。特にメディーバル2では、戦略マップが大幅に改良されており、様々な要素が加味されている。
時代は1ターン2年進行。人物の歳月は2ターンで1歳、季節は夏冬とターンごとに変わる。
イベントとして、モンゴルの征西、火薬の発見などが発生し、その都度新ユニットが徴兵可能になったりする。

### カスタムバトル
一部制限はあるが、自分好みにカスタムした戦場・編成でのバトルが可能。

### クイックバトル
上記のカスタムバトルにおける全ての項目をランダムに決定、即座にCPUとの対戦に入る。
戦力だけは均等に割り振られるが、偏りがある場合もある。

### 歴史上のバトル
史実の戦いを基づいた七つのシナリオが用意された戦術モードで、あらかじめ編成された軍団を指揮して勝利しなければならない。特に設定されていないが各シナリオによって難易度にも差がある。シナリオの選択時と開始前に詳細な戦いの背景などが紹介される。関連性としてノルマンコンクエストの「ヘイスティングの戦い」がシナリオとして用意されているが、コンクエストではロバート王子の別働隊を指揮するのに対しこちらはノルマンディー公ウィリアム率いる本隊を指揮する事になる。コンクエストでは決められた指示に従って勝利出来るのでアングロサクソン王ハロルドが率いる敵軍は強い印象を受けないがシナリオでは自軍よりも多い兵力と屈強な歩兵を有している強力な軍団でありプレイヤーの采配が問われる仕様になっている。

## 拡張パックについて
米国では2007年8月28日に拡張パック「キングダムズ」が発売。
シングルキャンペーンとして、四つのシングルキャンペーンを追加。勢力とユニットの大幅な増加など、様々な拡張がされている。
また、歴史的史実に基づくものが多く、オリジナルより歴史イベントが細かくなっている。
日本語版は、11月22日にSEGAより発売。

### 新増勢力
- リトアニア
- ウェールズ
- マヤ
- トラスカラ王国
- アパッチ
- チチメカ
- ノルウェー
- アイルランド
- ノヴゴロド・セヴェルスキー公国
- アイユーブ朝
- アンティオキア公国
- セルジューク朝
- ドイツ騎士団
- ジョチ・ウルス

## MODについて
本作品をはじめトータルウォーシリーズでは、ユーザーの間でModの開発が積極的に行われており、海外サイトでは公式サイトのフォーラムで活発に情報交換するなど、ほぼ公認状態である。中には開発元が作ったと思うほど精巧なソフトもある。特にバグの修正や、時代考証をやり直し、ユニットをさらに現実的にさせるなど、公式パッチ張りの修正プログラムも出ている。「ローマ：トータルウォー」ではエンジンを利用した「ナポレオンウォー2」などの全く別物のソフトの開発も行われている。

## 関連用語
- ランスチャージ(騎兵槍突撃)

m2twを象徴する、騎兵による突撃戦法。全ての騎兵ユニットが行える。
特に重武装した騎士は、ランスと呼ばれる数mの長大な槍を持ち、馬を全速力で走らせ敵の歩兵に集団で突っ込み串刺しにする。
その破壊力と、けたたましい蹄音の迫力で歩兵は散々に打ち負かされ、逃げ出す。
流石に突撃された兵隊が跳ね上がる演出はやり過ぎかもしれないが、殺傷能力としては確かにその位はあったと言われる。
騎兵には勢いが付いている為、2列目・3列目まで攻撃判定を残したまま突っ込むので歩兵の被害は甚大になる。